# Se stiamo insieme
Se stiamo insieme is een lied geschreven door Riccardo Cocciante en Mogol. Cocciante nam het als eerste zelf op en haalde ermee veertien weken de eerste plaats in de Italiaanse hitparade. Het plaatje kende ook in Nederland enig succes. Daarna volgden nog enkele Italiaanse covers. Echter, binnen dat covercircuit valt op dat voornamelijk Nederlandse artiesten liefhebber zijn van dit lied.

## Danny de Munk
Als eerste cover voor de Nederlandse markt verscheen er een compact disc-single van Danny de Munk. Hij zong het lied in een vertaling of met een nieuwe tekst van Hannie Buenen. Hij nam het op voor zijn album Vrienden van het leven uit 1991. Noch de single, noch het album haalden de Nederlandse of Belgische hitparades .

## Sandra Reemer
Sandra Reemer was de tweede Nederlandse artieste die zich aan dit lied waagde. Zij liet Rob en Ferdi Bolland een nieuwe Engelse tekst op de melodie zetten en nam het onder de titel Love is cruel op voor haar album Valley of emotions, waarop meerdere liedjes van Cocciante staan. Inspirator was Addy van den Krommenacker, begeleidster van Reemer destijds. Zij zong het voor. Het lied kreeg later een bijzondere betekenis in het leven Sandra toen haar relatie met Ferdi Bolland stuk liep en Reemer haar leven overpeinsde. Ook de versie van Sandra Reemer haalde de hitparades niet.

## André Hazes
De volgende was André Hazes. Hij nam het op om te laten dienen als B-kant van zijn single Ik dacht dat het uit was. Die schampte de Mega Top 50 met twee weken notering in de onderste regionen.
Roxeanne Hazes en André Hazes jr. namen het vervolgens op voor hun album Van jou, voor jou, dat zowel in Nederland als België enig succes had. Het is dan 2010. De volgende opname kwam van Martijn Fischer. Hij speelde de rol van André Hazes in de film Bloed, zweet en tranen over diens leven. Het verscheen op de soundtrack van die film, waarop tevens Hazes' eigen versie te horen was. André Hazes jr. bracht in 2014 een tweede cover van het lied uit. Ditmaal deed hij dit nadat hij het nummer ten gehore bracht bij televisieprogramma De beste zangers van Nederland. Er werd positief door de kijker gereageerd, waarna Hazes jr. besloot om het nummer als single uit te brengen, met de titel Ik leef mijn eigen leven. Hij had hier bescheiden succes mee; het stond drie weken in de Single Top 100 waarin het piekte op de dertigste plaats. De Nederlandse Top 40 werd niet bereikt, al kwam het wel tot de achtste plaats van de Tipparade. Deze versie heeft in Nederland de platina status.

### NPO Radio 2 Top 2000
| Nummer met noteringen in de NPO Radio 2 Top 2000 | '22  | '23  | '24 |
| ------------------------------------------------ | ---- | ---- | --- |
| Ik leef m'n eigen leven                          | 1534 | 1428 | 952 |

1. ↑  Een vetgedrukt getal geeft de hoogste notering aan.
2. ↑  2022 was het eerste jaar met een notering voor dit nummer.

Sandra Reemer

Al di là · Stille nacht, heilige nacht · 'k Zweef aan m'n ballonnetje · Gloria, gloria · Sluimer zacht · Singapura · Hoe leit dit kindeke · Mijn gitaar · Kopi susu · Als jij maar wacht · Een bos rozen · Heimwee · Mijn concert · Teddy song · Jij vergeet · Since you have gone · (I've got) A love like a rainbow · Simon Zealotes · Love me, honey · The party's over · Trust in me · This is your heartbeat · How little we know · Colorado · Nothing's gonna change · It hurts to be in love · America here I come · Indonesia · Get it on · Rien ne va plus · Fly like an angel · Gold · All out of love · Sleep with me tonight · Laughter in the rain · Goodnight, sweetheart, goodnight · Smoke gets in your eyes · La colegiala · For your love · He was the one · Love is cruel · Domenica · The last goodbye · Mensen zoals jij · Kom naar me toe · Alles wat ik wil · Een boom voor het leven · De mooiste droom is vogelvrij
Sandra en Andres

Storybook children · Somethin' in my heart · For the first time in my life · Reach for the moon · Let us pray together · Love is all around · Those words · Que je t'aime · Mary Madonna · Als het om de liefde gaat · Mama mia · Auntie · Aime-moi · Dzjing boem! · True love · You believed · Oh, nous sommes très amoureux
Dutch Divas

Work that body · From New York to L.A.